# Xanthoarctia pseudameoides
Xanthoarctia pseudameoides är en fjärilsart som beskrevs av Rothschild 1909. Xanthoarctia pseudameoides ingår i släktet Xanthoarctia och familjen björnspinnare. Inga underarter finns listade i Catalogue of Life.